# Melrose (condado de Jackson, Wisconsin)
Melrose es un pueblo ubicado en el condado de Jackson en el estado estadounidense de Wisconsin. En el Censo de 2010 tenía una población de 470 habitantes y una densidad poblacional de 6,59 personas por km².

## Geografía
Según la Oficina del Censo de los Estados Unidos, Melrose tiene una superficie total de 71.27 km², de la cual 69.92 km² corresponden a tierra firme y (1.89%) 1.35 km² es agua.

## Demografía
Según el censo de 2010, había 470 personas residiendo en Melrose. La densidad de población era de 6,59 hab./km². De los 470 habitantes, Melrose estaba compuesto por el 98.09% blancos, el 0.21% eran afroamericanos, el 0% eran amerindios, el 0% eran asiáticos, el 0% eran isleños del Pacífico, el 1.28% eran de otras razas y el 0.43% pertenecían a dos o más razas. Del total de la población el 2.34% eran hispanos o latinos de cualquier raza.